# Erci Ergün
Ercüment „Erci“ Ergün, Künstlername Erci E. (* 1973 in Berlin), ist ein deutscher Musiker, Produzent und Radiomoderator. Er war Mitte der 1990er-Jahre Mitglied der Musikgruppe Cartel.

## Leben
Nach dem Abitur 1993 studierte Erci Ergün vier Semester Politikwissenschaften an der Freien Universität Berlin. Nach Abbruch des Studiums begann er, bei dem zu der Zeit neu gegründeten Radiosender Kiss FM in Berlin zu moderieren. Bereits nach kurzer Zeit war er dort jeden Sonntag mit seiner Radiosendung Turkish Kisses zu hören. Er spielte dort RnB und Hip-Hop im Mix mit türkischer Popmusik, was zu jener Zeit ein neues Konzept darstellte. Diese Musikmischung repräsentierte die Hörgewohnheiten und den Geschmack der deutsch-türkischen Jugend.
In der türkischsprachigen Hip-Hop-Formation Cartel trat er unter dem Namen Erci E. auf, nachdem er unter diesem Namen als Rapper zuvor bereits ein eigenes türkischsprachiges Projekt gehabt hatte. Nach dem Erfolg mit Cartel in der Türkei (Platin-Auszeichnung) und der anschließenden Trennung trat Ergün weiter als Solokünstler in Erscheinung, rappte nun teilweise auch deutsch (Weil ich ein Türke bin, 1999), hatte aber mit seinen türkischsprachigen Alben Sohbet (1997) und Bin Arabama (2004) wiederum den größeren Erfolg in der Türkei, der Heimat seiner Eltern.
In den Jahren 1998 und 1999 nahm Ergün mit zwei Kollegen an Peter Maffays Projekt Begegnungen teil und nahm mit ihm den Song Maffay ’la Cartel auf. Das dazugehörige Video wurde in Berlin und Istanbul aufgenommen. Das völkerverbindende Projekt fand in einer großen gemeinsamen Deutschlandtournee seinen Höhepunkt und wurde mit einer Platinplatte ausgezeichnet.
Mit 33 Jahren beschloss Ergün, in die Türkei überzusiedeln, lebt allerdings seit 2007 wieder in Berlin: „Zuhause ist für mich Deutschland und an erster Stelle Berlin. Hier bin ich geboren und groß geworden. Ich gehöre hierher“, äußerte sich der Musiker in einem Zeitungsinterview.
Er arbeitete zunächst weiterhin als Radio-Moderator bei Kiss FM, später bei den RBB-Programmen Radio Multikulti und Fritz. Von 2009 bis 2012 war Ergün regelmäßig auf dem Sender You FM des Hessischen Rundfunks zu hören. In Berlin präsentiert er Soundgarden, eine Radiosendung auf Radio Fritz, und Turkish Delight, eine wöchentliche Radiosendung auf dem deutsch-türkischen Radiosender Metropol FM.

## Veröffentlichungen
- Album: Cartel - Cartel                                   1995 (Polygram/Mercury - Raks)
- Album: Erci E. - Sohbet                                 1997 (Mars Müzik)
- Single: Erci E. - „Weil Ich'n Türke bin“           1998 (BMG)
- Song: Begegnungen „Peter Maffay“              1998 (BMG - Ariola) Maffay'la Cartel
- Song:  Miyagee feat. Erci E. - Da-Re              2000 (Universal) Sampler: Hip Hop Meets World
- Album: Erci E. - Bin Arabama                         2004 (Bay Müzik)
- Song: Erci E. - Mein Weg                                2008 (Die Arche & Mellowvibe: Deutschlands vergessene Kinder)
- Song: Casus feat. Erci E.                                2010 (3M Entertainment)
- Song: Erci E. feat. Kadir  - Iki Tek                    2012 (Pasaj Müzik) Sampler: Organize Oluyoruz
- Single: Erci E. - Deutschland Sensin               2013 (Boogy Down Berlin)
- Single: Erci E. - Politika                                   2014 (Eglence Fabrikasi)
- Filmmusik: Erci E. - Polis Akademisi Alaturka  2015 (7 Music Berlin)